# Calliphora leucosticta
Calliphora leucosticta är en tvåvingeart som beskrevs av Mario Bezzi 1927. Calliphora leucosticta ingår i släktet Calliphora och familjen spyflugor. Inga underarter finns listade i Catalogue of Life.